# Grundsunds kyrka
Grundsunds kyrka är en kyrkobyggnad belägen i Grundsund, Lysekils kommun. Den tillhör sedan 2023 Lysekils södra församling (tidigare Skaftö församling) i Göteborgs stift.

## Kyrkobyggnaden
Den ursprungliga kyrkobyggnaden var ett kapell, som uppfördes 1799 i samband med den pågående stora sillperioden. Byggnaden bestod av ett långhus med tresidigt avslutat kor. Ett kyrktorn med karnisformad svängd huv och en smal tornspira byggdes till 1818. En större ombyggnad genomfördes 1893 efter ritningar av arkitekt Fredrik Falkenberg. Kyrkan förlängdes åt öster och fick ett nytt tresidigt avslutat kor. De breda korsarmarna uppfördes och kyrkan fick sin nuvarande planform som korskyrka. Väggarna är utvändigt panelklädda och vitmålade. En renovering genomfördes 1973 då interiören målades om. Samtidigt avlägsnades 32 kyrkbänkar vilket begränsar antalet platser till cirka 400. Grunden förstärktes eftersom kyrkan drabbats av sättningar.

## Inventarier
- Dopfunten från 1799 är av skulpterat trä. Cuppan är rund med snidade ornament på sidorna.
- Timglasstativ och en nummertavla är från 1799.
- Altartavlan är en oljemålning utförd 1937 av Ole Kruse. 1974 monterades tavlan in i ett ramverk från en äldre altaruppsats och placerades över altaret.
- Orgeln på elva stämmor installerades vid ombyggnaden 1893. 1955 byggdes den om av Tostareds orgelfabrik.
- Nuvarande predikstol snidades 1939. En äldre predikstol är från 1894. En stor dansk bibel från 1588 - 1589 ligger på predikstolen.
- Kyrkklockorna är samtida med tornet från 1818. En till klocka av malm tillkom 1939.

## Bilder

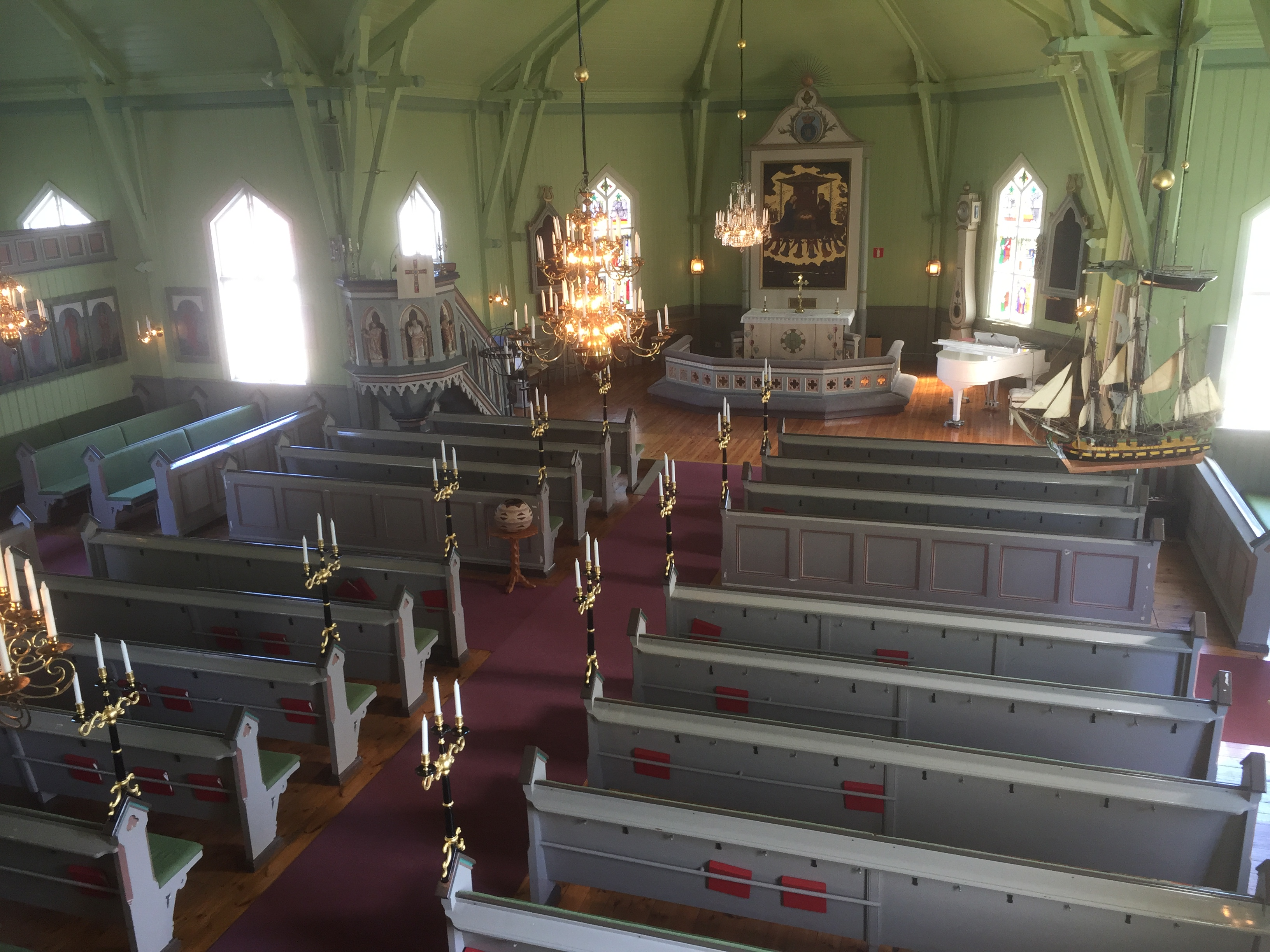
Interiör.
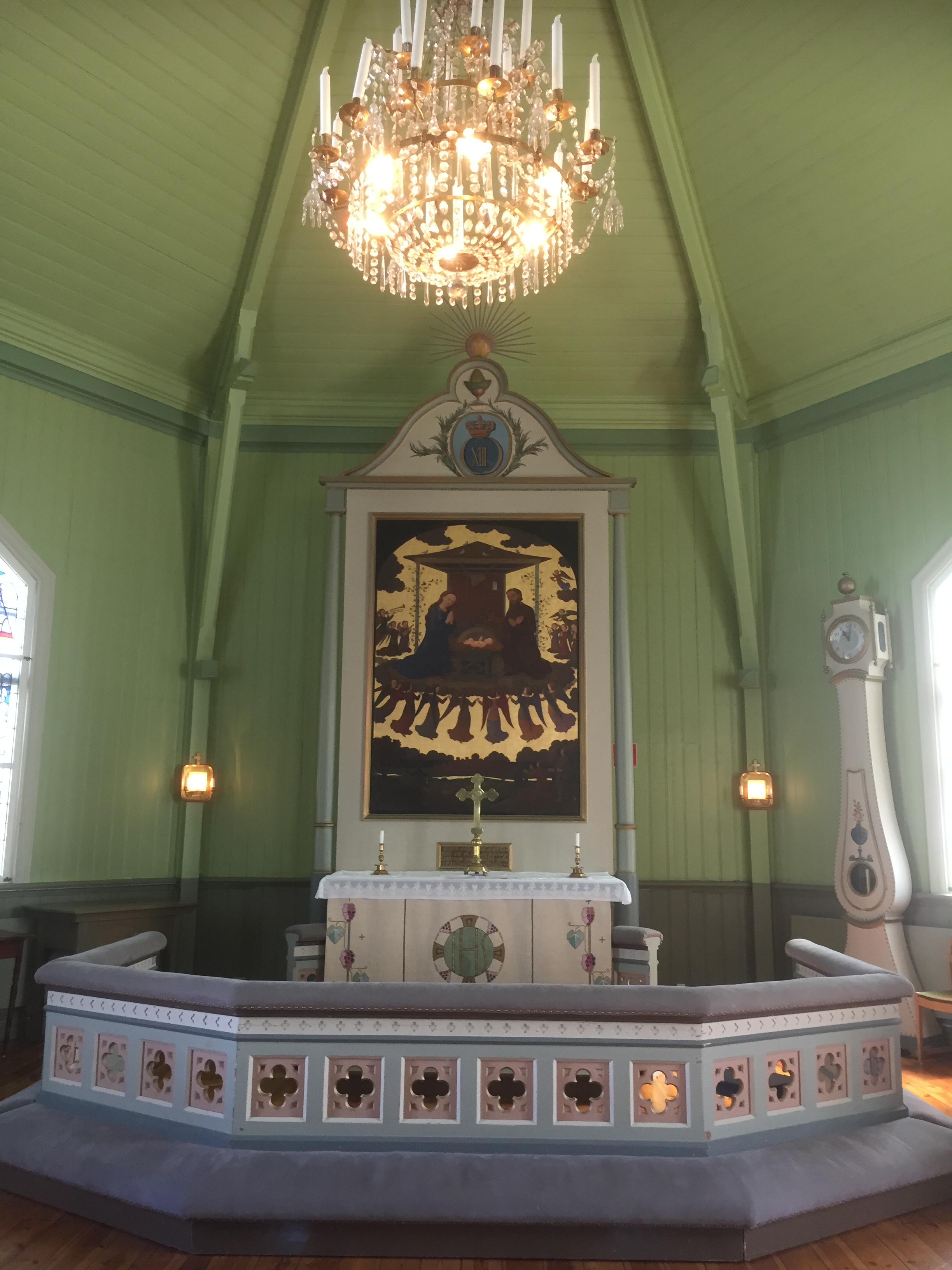
Koret med altaret.
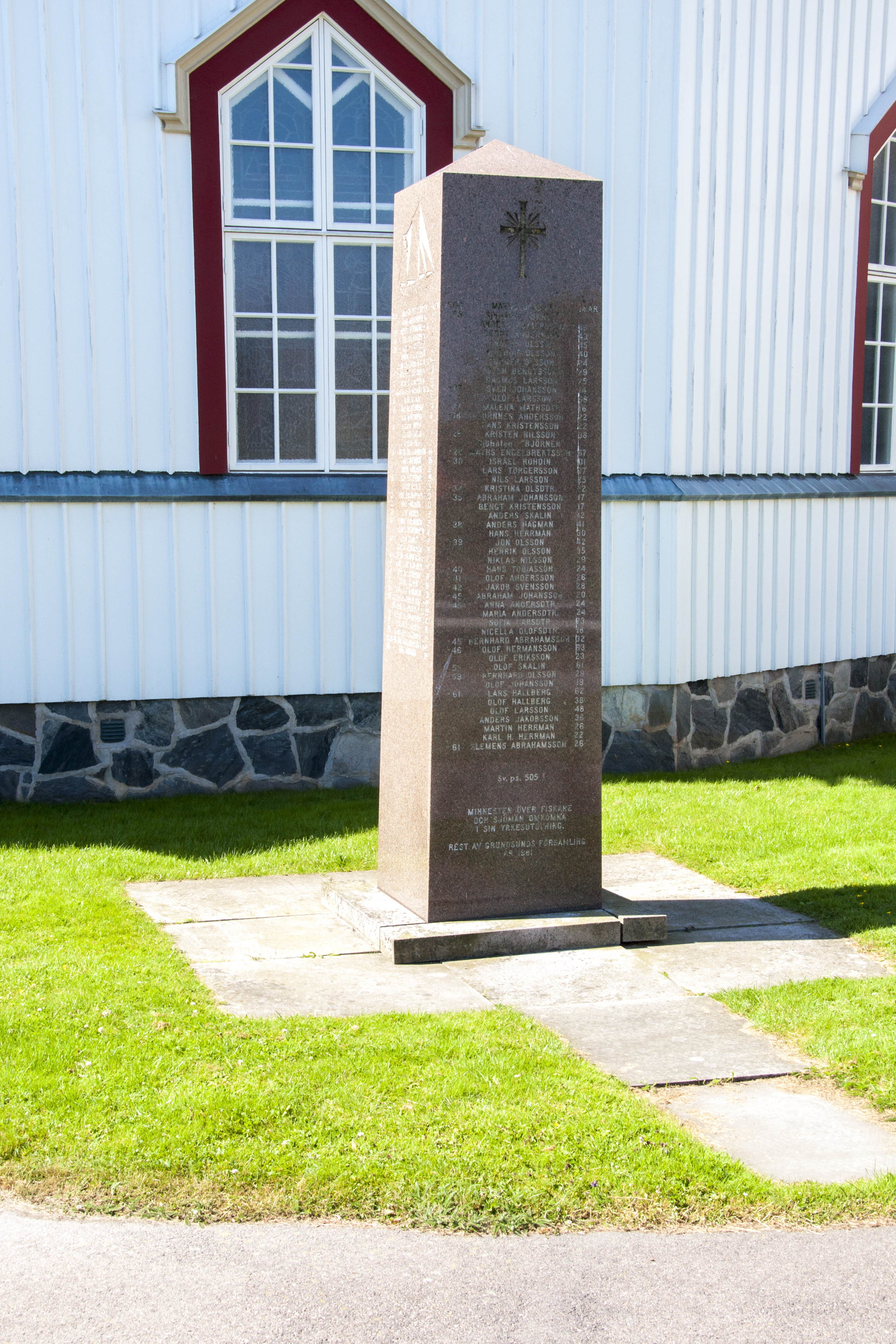
Minnessten.